# 卢格罗斯
卢格罗斯，是西班牙安达卢西亚自治区格拉纳达省的一个市镇。总面积63平方公里，2001年普查人口總數為379人，人口密度為每平方公里6人。